# Marshville (Karolina Północna)
Marshville – miasto w Stanach Zjednoczonych, w stanie Karolina Północna, w hrabstwie Union.